# چکان-تاماک
چکان-تاماک (انگلیسی: Chekan-Tamak) یک شهرک در شهرستان شارانسکی استان باشقیرستان کشور روسیه است.